# Куджо (роман)
«Куджо» (англ. Cujo) — седьмой роман американского писателя Стивена Кинга в жанре ужасов. Был опубликован 8 сентября 1981 года.
В 1983 году роман был экранизирован.

## Сюжет
В 1977 году семья Трентонов (Вик, Донна и их 4-летний сын Тед) переезжает из Нью-Йорка в Касл-Рок (штат Мэн).
Летом 1980 года (в этот период начинается действие романа) Вик узнаёт, что у Донны недавно был роман с теннисистом Стивеном Кемпом. Во время этой семейной разборки рекламное агентство, в котором работает Вик, несёт убытки из-за скандала вокруг быстрорастворимой каши, которая стала причиной серии пищевых отравлений (в неё был добавлен «некачественный» краситель). Вик и его деловой партнёр Роджер Брикстоун отправляются в деловую поездку в Бостон и Нью-Йорк.
Семья Кэмберов является давними жителями Касл-Рока. Глава семьи — Джо Кэмбер — автомеханик, который доминирует и издевается над своей женой Черити и их 10-летним сыном Бреттом. Вскоре Черити выигрывает в лотерею $ 5000 и использует их, чтобы обманом заставить Джо позволить ей взять Бретта в поездку в Стратфорд (штат Коннектикут) к своей сестре Холли. Джо соглашается и втайне планирует использовать это время, чтобы совершить увеселительную поездку в Бостон со своим другом Гэри Первье, ветераном Второй мировой войны, в итоге ставшим алкоголиком.
Пока Кэмберы готовятся к поездкам, их собака, крупный добродушный сенбернар Куджо, гоняется за диким кроликом в полях вокруг их дома и наполовину пролезает во вход в небольшую известняковую пещеру, в которой находилось обиталище бурых летучих мышей. Одна из летучих мышей кусает Куджо в нос и заражает его бешенством. Черити и Бретт покидают Касл-Рок, и в это же самое время Куджо убивает Гэри, а затем и своего хозяина Джо Кэмбера.
Донна, оставшись дома наедине с Тедом, отвозит их неисправный автомобиль на ремонт к Джо. Автомобиль ломается во дворе дома Кэмберов, и когда Донна пытается найти Джо, из сарая появляется Куджо и нападает на неё, но она успевает забраться в автомобиль. Донна и Тед оказываются в ловушке в своём автомобиле прямо на солнцепёке; в салоне становится всё жарче и жарче. Во время одной из попыток Донны добраться до дома Кэмберов Куджо кусает её в живот и за ногу, но ей удаётся выжить и залезть обратно в автомобиль; в итоге она отказывается от этой идеи, потому что боится, что дверь дома Кэмберов окажется запертой и Куджо впоследствии убьёт её, оставив Теда одного. От страха Тед впадает в ступор и у него начинаются припадки.
Вик возвращается в Касл-Рок после нескольких неудачных попыток связаться с Донной и узнаёт от полиции, что Стивен Кемп (с которым у Донны был роман) подозревается в разгроме его дома и, возможно, похищении Донны и Теда (впоследствии Кемп был арестован при попытке сбежать из города). Чтобы проверить все версии, полиция штата Мэн посылает шерифа Касл-Рока Джорджа Баннермана в дом Кэмберов, но Куджо нападает и убивает его. Донна, став свидетелем гибели шерифа и поняв, что Тед может умереть, сражается с Куджо и убивает его, воткнув ему в глаз обломок бейсбольной биты. Вскоре после этого на место происшествия вместе с полицией и скорой помощью прибывает Вик (о местонахождении жены и сына он догадался, увидев машину Джо около дома Гэри и обнаружив в доме их тела), но его сын Тед уже умер от обезвоживания и теплового удара. Донну срочно доставляют в больницу, а голова Куджо удаляется для биопсии (проверки на бешенство перед кремацией его останков). Черити, ещё находясь в Стратфорде, узнаёт о смерти Куджо и гибели Джо.
Роман заканчивается несколькими месяцами спустя, когда семьи Трентонов и Кэмберов пытаются жить дальше. Донна завершила лечение в больнице, и её брак с Виком сохранился. Черити устроилась на работу, а благотворительная организация дарит Бретту нового щенка породы гончая; он даёт ему кличку Вилли. В постскриптуме говорится, что пещера, в которую Куджо загнал кролика, так и не была найдена, а бурые летучие мыши вскоре покинули её. Также в постскриптуме автор напоминает читателям, что Куджо был хорошей собакой, которая всегда старалась сделать своих хозяев счастливыми, но бешенство подтолкнуло его к насилию.

## Персонажи
- Куджо — дружелюбный сенбернар, главный герой повествования. После укуса летучей мыши заразился бешенством и стал убийцей.
- Донна Трентон — жена Вика, мать Теда. Имела тайный роман с теннисистом Стивеном Кемпом. После прибытия в автомастерскую Кэмберов оказывается в ловушке в своём автомобиле, на который нападал Куджо.
- Виктор (Вик) Трентон — муж Донны, отец Теда. Работник рекламного агентства. Находится в рабочей поездке, когда его жена и сын сталкиваются с Куджо.
- Теодор (Тед) Трентон — 4-летний сын Донны и Вика. Также вместе с матерью оказывается в ловушке в автомобиле.
- Гэри Первье — сосед и друг Джо Кэмбера. 56-летний ветеран Второй мировой войны, впоследствии ставший алкоголиком. Первая жертва Куджо.
- Джозеф (Джо) Кэмбер — автомеханик, владелец мастерской. Муж Черити и отец Бретта, является домашним тираном. Хозяин сенбернара Куджо, впоследствии ставший его второй жертвой.
- Черити Кэмбер — жена Джо, мать Бретта. После выигрыша в лотерею вместе с сыном уезжает в Стратфорд к своей сестре Холли.
- Бретт Кэмбер — 10-летний сын Джо и Черити. Едва не стал первой жертвой Куджо, но тот в самый последний момент узнал Бретта и убежал. После гибели любимого сенбернара Куджо получает нового щенка породы гончая и даёт ему кличку Вилли.
- Франклин (Фрэнк) Додд (персонаж романа «Мёртвая зона») — полицейский, впоследствии оказавшийся серийным убийцей. Был разоблачён ясновидцем Джоном Смитом (также персонаж «Мёртвой зоны»), но незадолго до ареста покончил жизнь самоубийством. Фигурирует в романе как «Монстр из шкафа», которого боялся Тед Трентон.
- Джордж Баннерман — шериф города Касл-Рок. Третья жертва Куджо.
- Стивен Кемп — теннисист и разнорабочий (реставратор мебели, парфюмер и писатель), у которого был тайный роман с Донной Трентон. После того, как Донна порвала с ним отношения, разгромил её дом и вскоре был арестован при попытке побега из города.
- Роджер Брикстоун — друг, коллега и деловой партнёр Вика, сопровождающий его в рабочей поездке.
- Джордж Мира — почтальон города Касл-Рок. Также избежал гибели от зубов Куджо (благодаря Джо Кэмберу).

## Создание романа
- Идея романа пришла к Стивену Кингу в результате действительно имевшей место стычки с плохо воспитанным сенбернаром.
- В своих мемуарах «Как писать книги» Стивен Кинг признаётся, что практически не помнит процесс написания романа[1].

## Связь с другими произведениям Кинга
- В романе участвуют два персонажа романа «Мёртвая зона» — шериф Джордж Баннерман (он гибнет от зубов Куджо) и убийца-полицейский Фрэнк Додд (появляется как «Монстр из шкафа»).
- Также сенбернар Куджо упоминается в романах «Нужные вещи», «Тёмная половина» и «Кладбище домашних животных», в повестях «Тело» и «Солнечный пёс», и в рассказе «Короткая дорога миссис Тодд».
- Семья Кэмберов и Донна и Тед Трентоны также упоминаются в романе «Нужные вещи».
- Вик Трентон является главным героем повести «Гремучие змеи[англ.]».

## Экранизация
12 августа 1983 года на экраны вышла экранизация романа, снятая режиссёром Льюисом Тигом. Главные роли в ней сыграли Ди Уоллес-Стоун (Донна Трентон), Дэниел Хью-Келли (Вик Трентон) и Дэнни Пинтауро (Тэд Трентон). Сенбернара Куджо в фильме озвучил Фрэнк Уэлкер.

## Продолжение романа
В состав нового сборника рассказов Стивена Кинга «Мрачные истории, как вы любите», опубликованном 21 мая 2024 года, вошла ранее не публиковавшая повесть «Гремучие змеи», которая является продолжением романа «Куджо».